# Szenszei

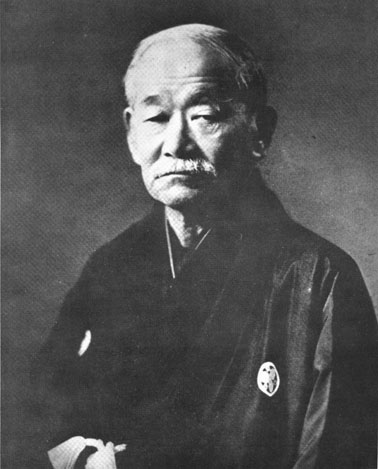
Kanó Dzsigoró szenszei, a dzsúdó alapítója

A szenszei (先生, nyugaton sensei, magyarul lehet szenszej is) japán szó, az általánosan elfogadott és használt jelentése mester. Legelterjedtebben a harcművészetek és küzdősportok kapcsán találkozhatunk velük, de a japán hétköznapokban sokkal általánosabb, például a tanárokat, orvosokat is szenszeinek szólítják, és akár még a náluk idősebbeket is.
A valódi jelentése és használata ennél sokkal összetettebb. Inkább úgy fordítható hogy "aki korábban született", de itt nem születési dátumot kell érteni, hanem azt, hogy az adott stílusban hamarabb született, hamarabb kezdett tanulni valaki. De ez még ekkor is egy tiszteletbeli megszólítás, nem kötelező érvényű, bár ma már ez a mélyebb jelentés háttérbe szorult, és mindenki szenszei, aki fekete öves (egyes stílusokban ez egy adott mesterfokozathoz is kötve van, például karatéban 3. danhoz), függetlenül attól hogy tanít-e vagy sem.